# Veiligheidsgordel

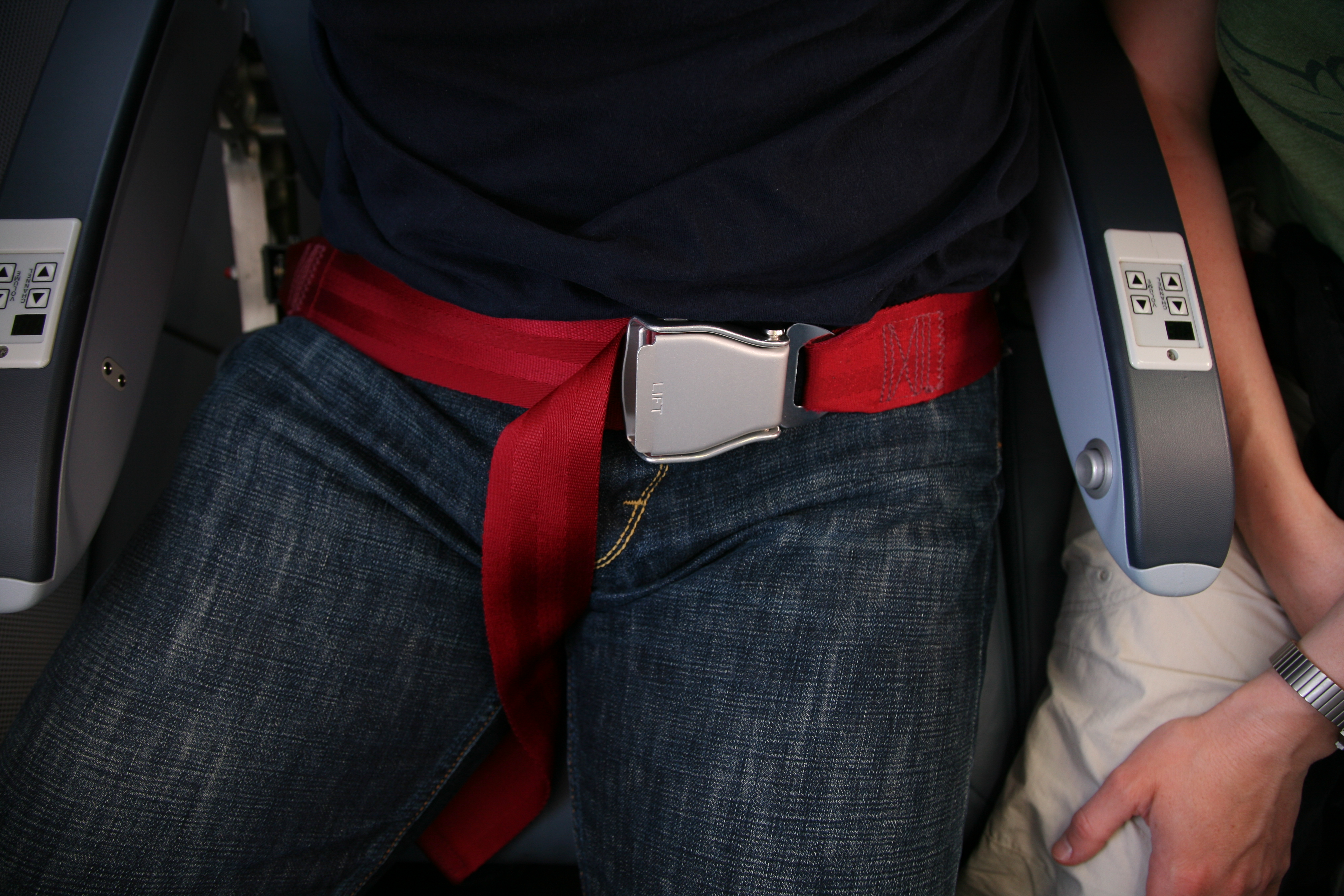
Een tweepunts veiligheidsgordel in een vliegtuig.

Een veiligheidsgordel is een gordel die inzittenden van een voertuig beschermt. Veiligheidsgordels zijn verplicht in vliegtuigen en in veel landen ook in auto's. Een veiligheidsgordel voor in een auto wordt ook wel een autogordel genoemd.
De eerste veiligheidsgordel werd door de Britse uitvinder George Cayley (1773-1857) uitgevonden. Vanaf de jaren dertig werden veiligheidsgordels in vliegtuigen gebruikt. Na de Tweede Wereldoorlog werd de veiligheidsgordel in auto's sterk gepropageerd door Robert McNamara. Sinds circa 2005 werden ook nieuwe touringcars van veiligheidsgordels voorzien.

## Soorten gordels

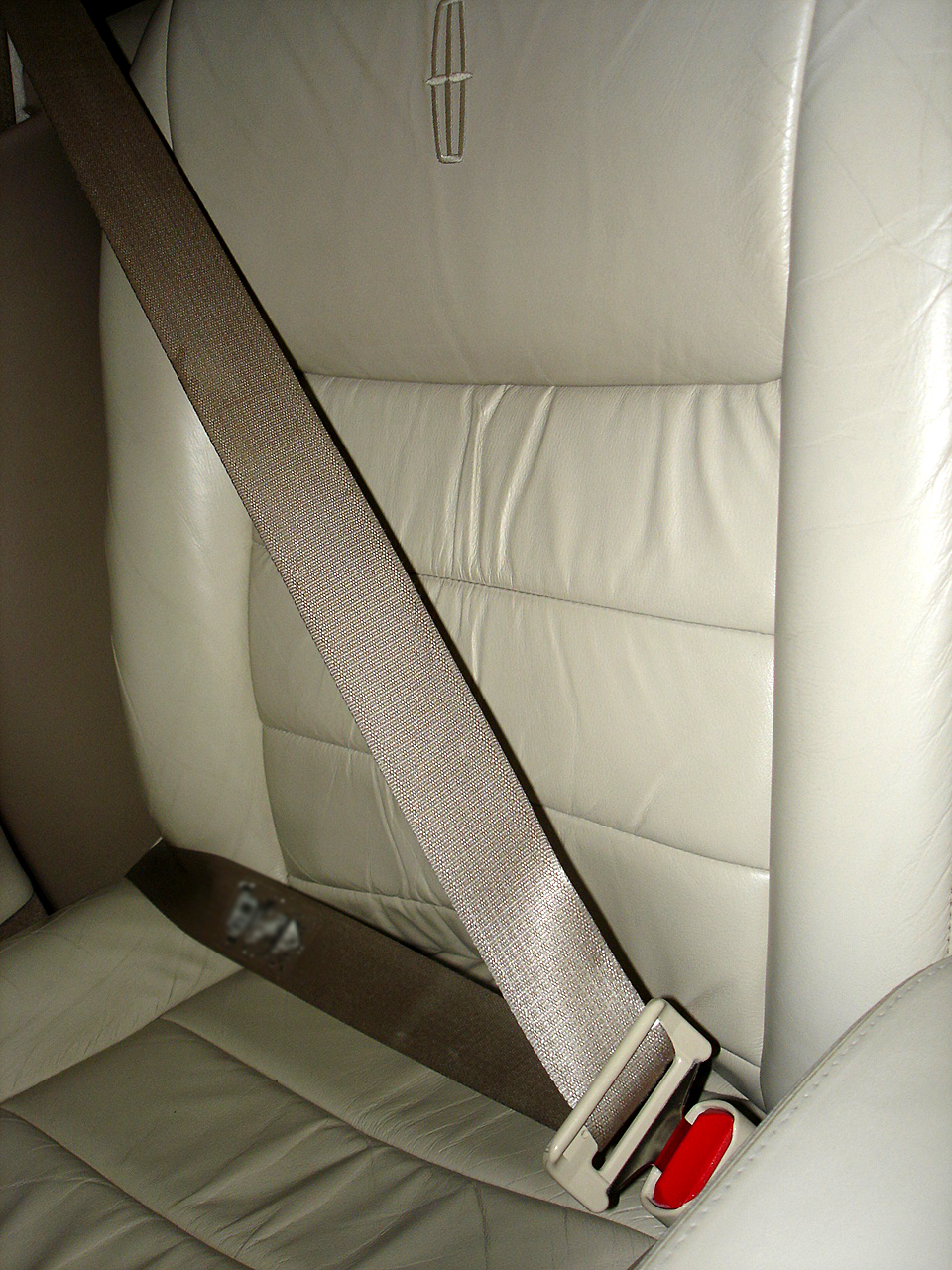
Een driepunts(auto)gordel

TweepuntsgordelEen verschuifbare gordel die rond de zij wordt bevestigd. Deze gordel is in feite hetzelfde als een driepuntsgordel (zie foto), maar mist het gedeelte van de gordel dat van de schouder naar de heup gaat. Dit type gordel komt vooral voor in oudere automodellen, daar tegenwoordig vrijwel alle modellen standaard met driepuntsgordels worden uitgerust. Ook in de cabine van passagiersvliegtuigen en touringcars wordt de tweepuntsgordel veel toepast.
DriepuntsgordelDeze gordel bestaat, net als de tweepuntsgordel, uit één stuk. Hij is uitgevonden door Nils Bohlin bij Volvo. Omdat deze gordels veiliger zijn (ze geven minder kans op letsel bij een botsing), worden ze steeds meer toegepast. Tevens heeft letsel veroorzaakt door tweepuntsgordels (zoals dwarslaesies) geleid tot enorme schadeclaims. In Los Angeles heeft een claim tegen Ford het bedrijf miljoenen dollars gekost.
Vijf-, zes- en zevenpuntsgordelsDit soort gordels wordt vooral toegepast in raceauto's, veiligheidszitjes voor kinderen en in vliegtuigen. De redenen waarom gordels zoveel punten nodig hebben lopen uiteen. Het kan zijn dat een gordel niet alleen moet beschermen tegen botsingen, maar ook tegen plotselinge veranderingen in g-kracht (zweefvliegen), de mobiliteit moet beperken (rolstoelen of kinderzitjes) of dat een eventuele botsing zoveel heftiger is dat een driepuntsgordel niet toereikend is (autosport).
Experimentele gordelsEr wordt ook geëxperimenteerd met nieuwe autogordels. Een voorbeeld is een ontwerp van Ford, waarbij een airbag in de autogordels voor de zitplaatsen achterin wordt geplaatst.